# Gare de Banshū-Akō
La gare de Banshū-Akō (播州赤穂駅, Banshū-Akō-eki) est une gare ferroviaire localisée dans la ville d'Akō, dans la préfecture de Hyōgo au Japon. La gare est exploitée par la compagnie JR West, sur la ligne Akō. Pour la différencier d'une autre gare se trouvant dans la préfecture de Nagano et qui à l'époque s’écrivait pareil en kanji, le nom de l'ancienne province de Harima, connu également sous le nom de Banshū  a été rajouté au nom de la gare devenant Banshū-Akō.

## Situation ferroviaire
Établie à 5 mètres d'altitude, la gare de Banshū-Akō est située au point kilométrique (PK) 10.5 de la ligne Akō. La gare se trouve au cœur de la ville d'Akō. Dernière gare où l'utilisation de la carte ICOCA est possible dans le sens Aioi >> Higashi-Okayama (la prochaine gare où la carte redevient possible est à Osafune).

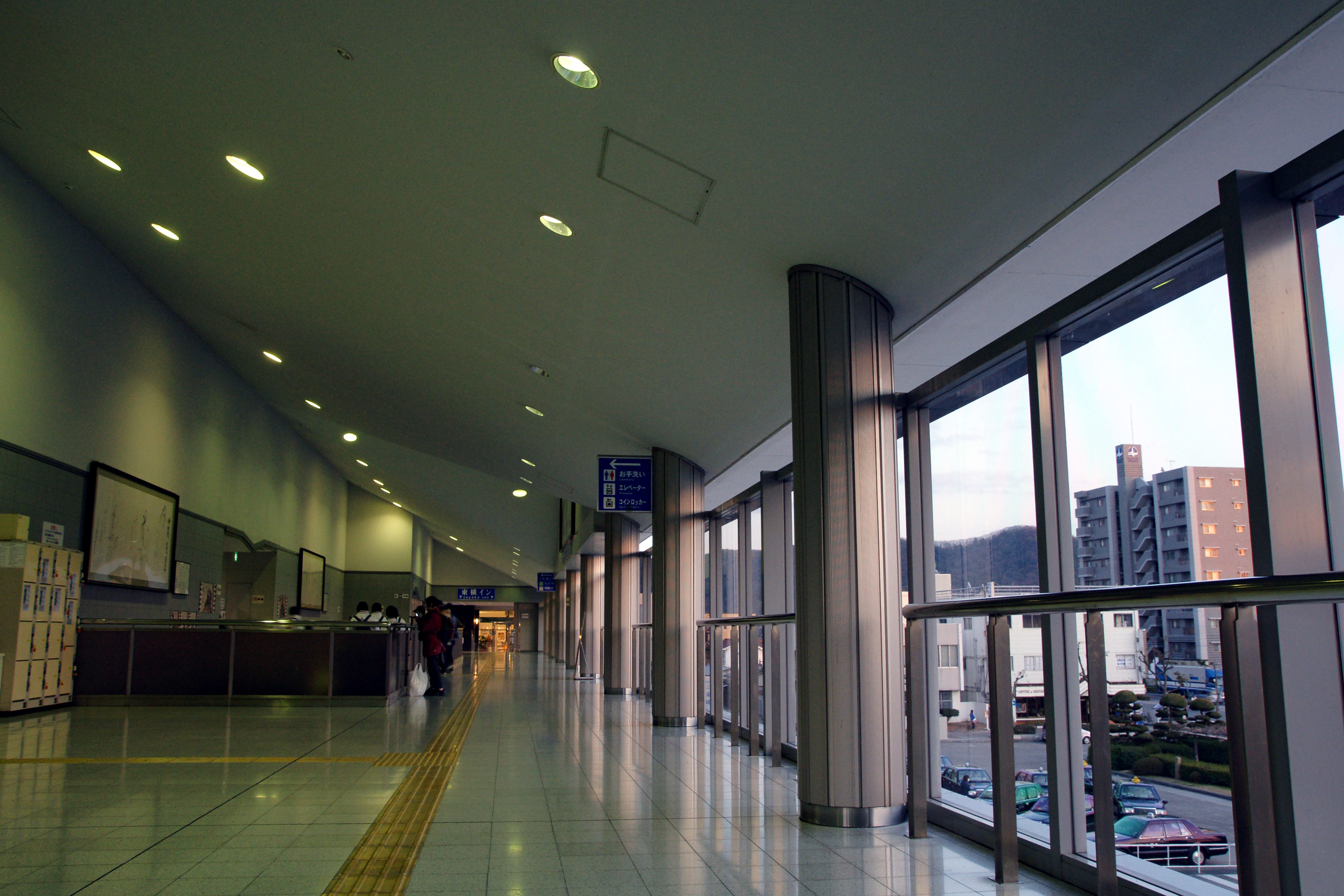
Intérieur de la gare

## Histoire

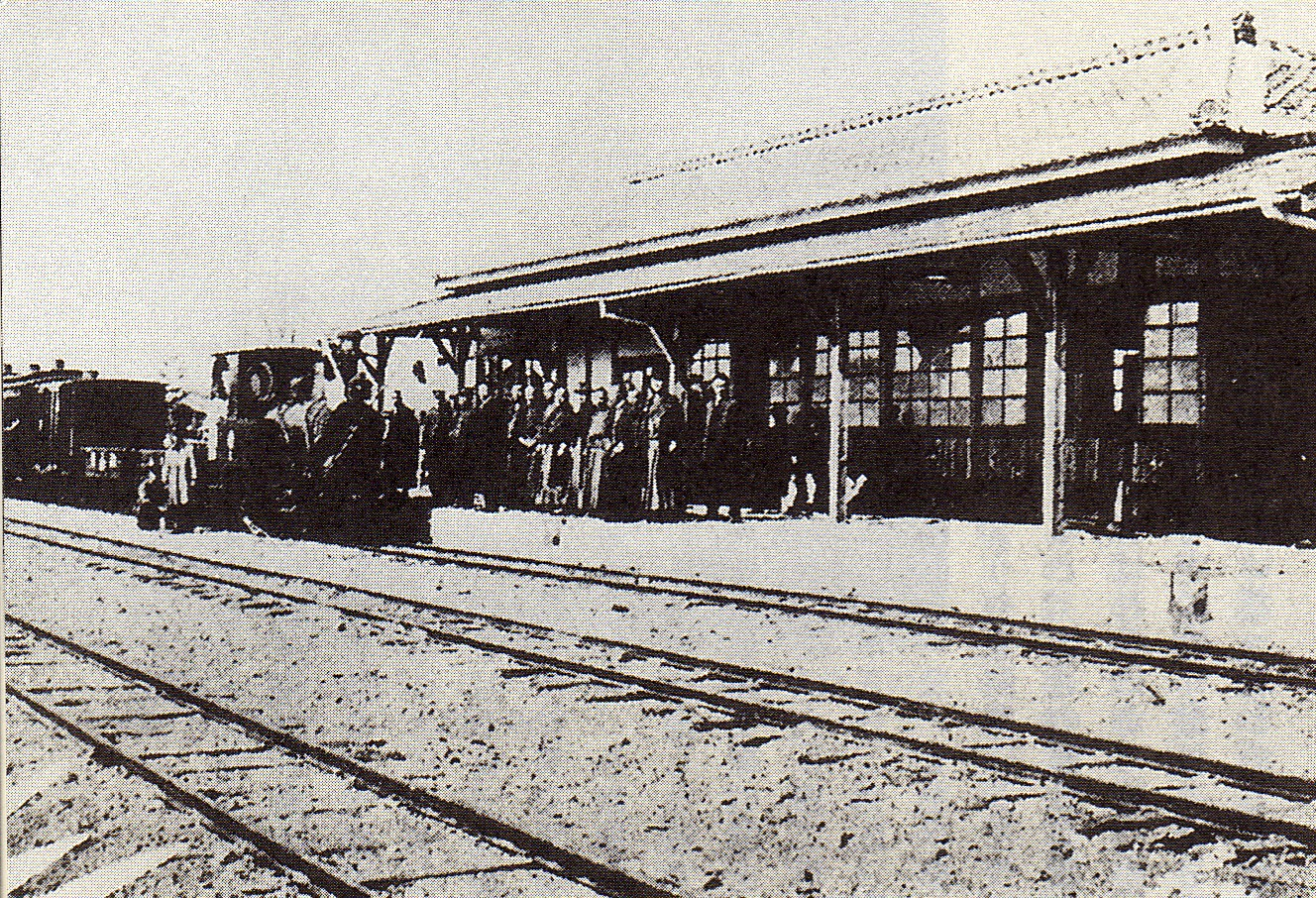
Cérémonie d'ouverture dans l'ancienne gare de Banshū-Akō par la compagnie ferroviaire Akō, le 14 4 1921

Le 12 décembre 1951, la gare est inaugurée. Elle se trouve à 700m au nord de l'ancienne gare de Banshū-Akō inaugurée en 1921 par la compagnie de chemin de fer Akō。. Au moment de son ouverture, elle est une gare terminus, mais quelques années plus tard avec le prolongement de la ligne Akō, la gare  devient une gare de passage. En 2003, la carte ICOCA devient utilisable en gare.
En 2014, la fréquentation journalière de la gare était de 3 890 personnes. 
| 2010  | 2011  | 2012  | 2013  | 2014  |
| 3 879 | 3 831 | 3 946 | 4 010 | 3 890 |

## Service des voyageurs

### Accueil
La gare dispose d'un guichet, ouvert tous les jours de 6 h 30 à 20 h, de billetterie automatique verte pour l'achat de titres de transport pour Shinkansen et train express. la carte ICOCA est également possible pour l’accès aux portillons d’accès au quai. La gare met à disposition des consignes automatiques auprès des voyageurs.

### Desserte

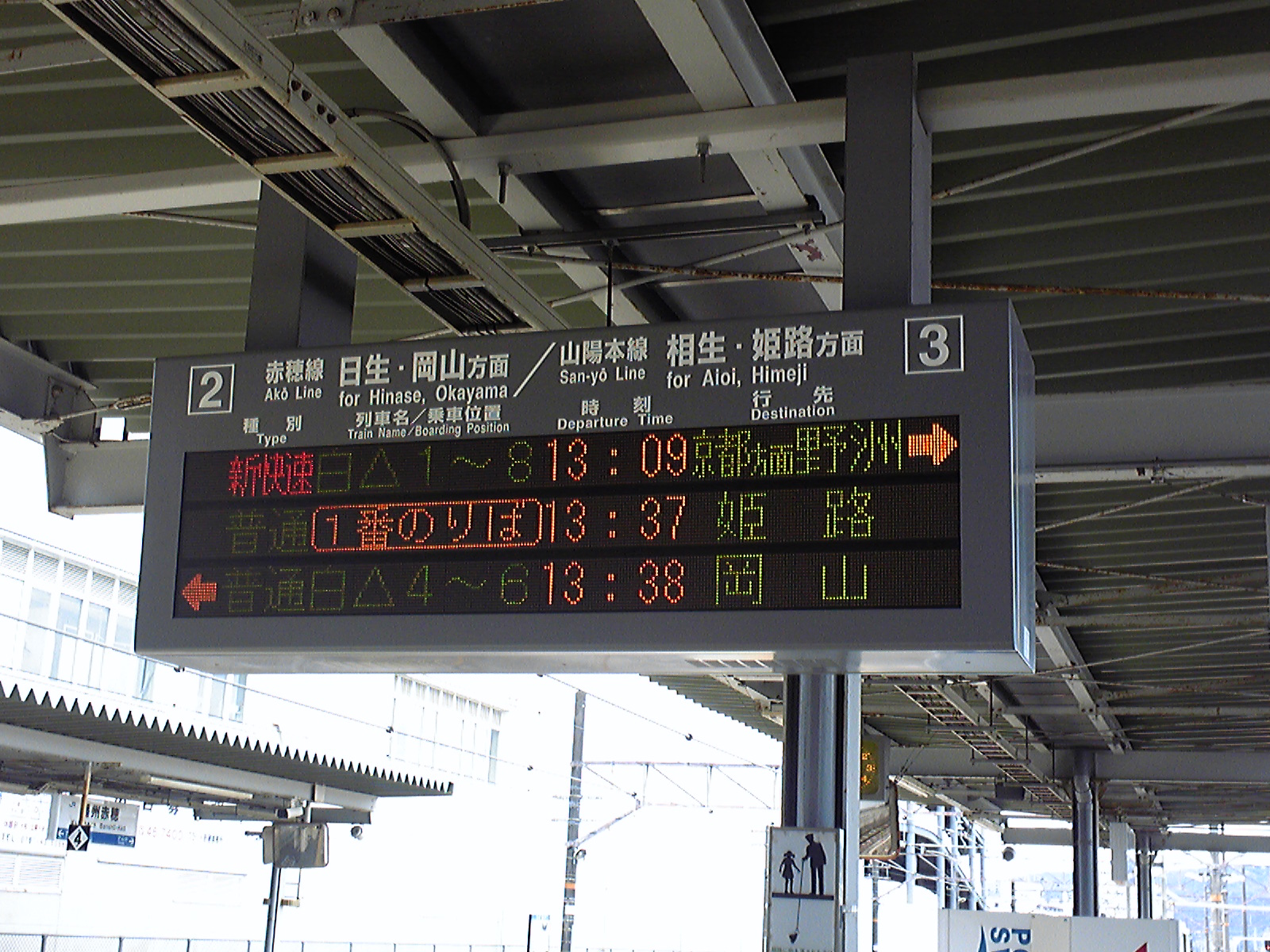
Panneau d'affichage.

La gare de Banshū-Akō est une gare disposant de deux quais et de trois voies.
| N° de voie | Ligne | Direction                 |
| ---------- | ----- | ------------------------- |
| 1          | A Akō | Aioi - Himeji - Sannomiya |
| 2          | N Akō | Hinase - Okayama          |
| 3          | A Akō | Aioi - Himeji             |

### Intermodalité
Un arrêt de bus du réseau Shinki Bus est disponible près de la gare.
La gare permet également d'accéder à plusieurs lieux remarquables, notamment : la statue de Ōishi Kuranosuke, le château d'Akō, le temple Kagaku-ji, le grand magasin Yamada Denki, le musée d'histoire de la ville et le musée municipal folklorique de la ville.

Quelques lieux remarquables à proximité
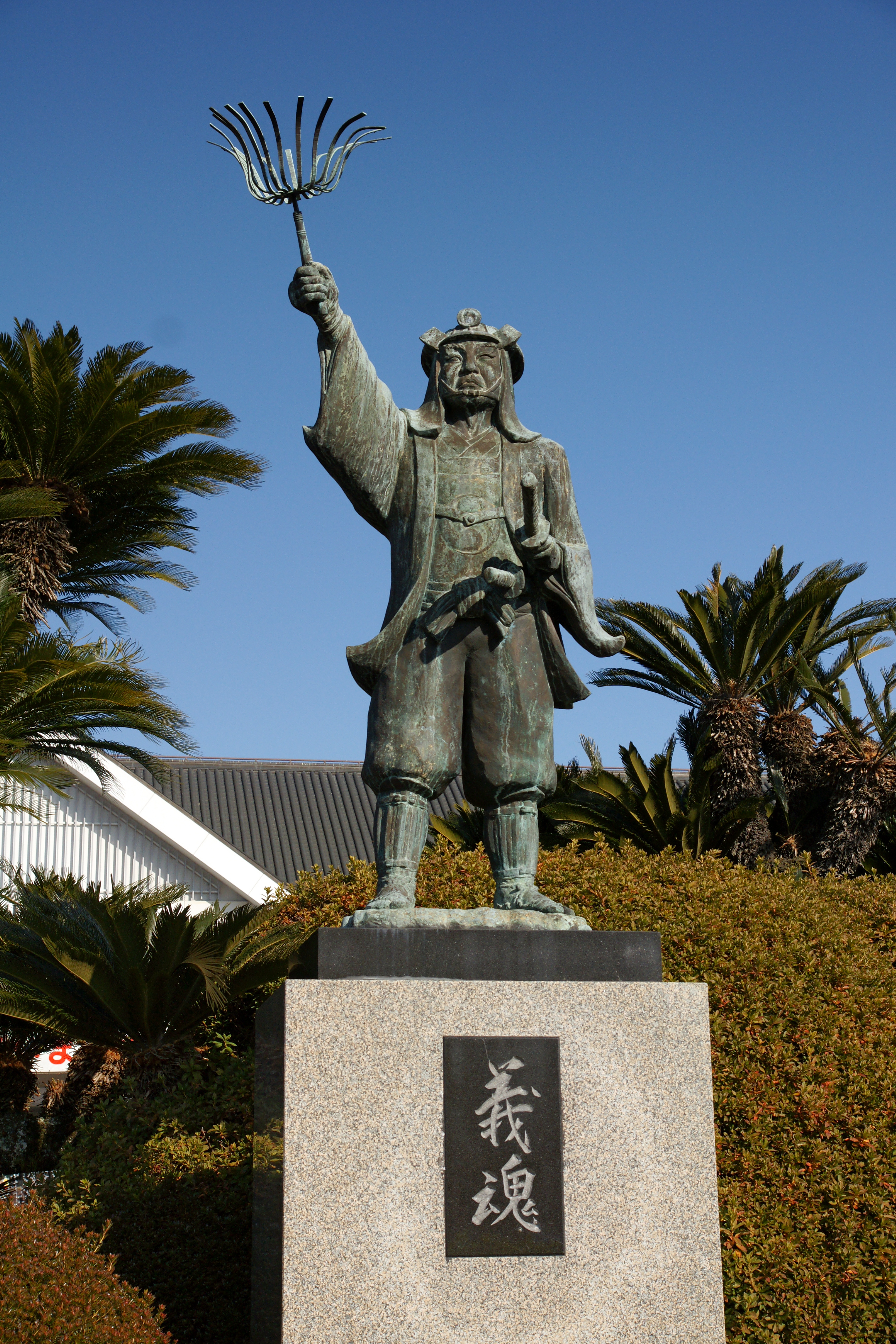
Statue d'Ōishi Kuranosuke.
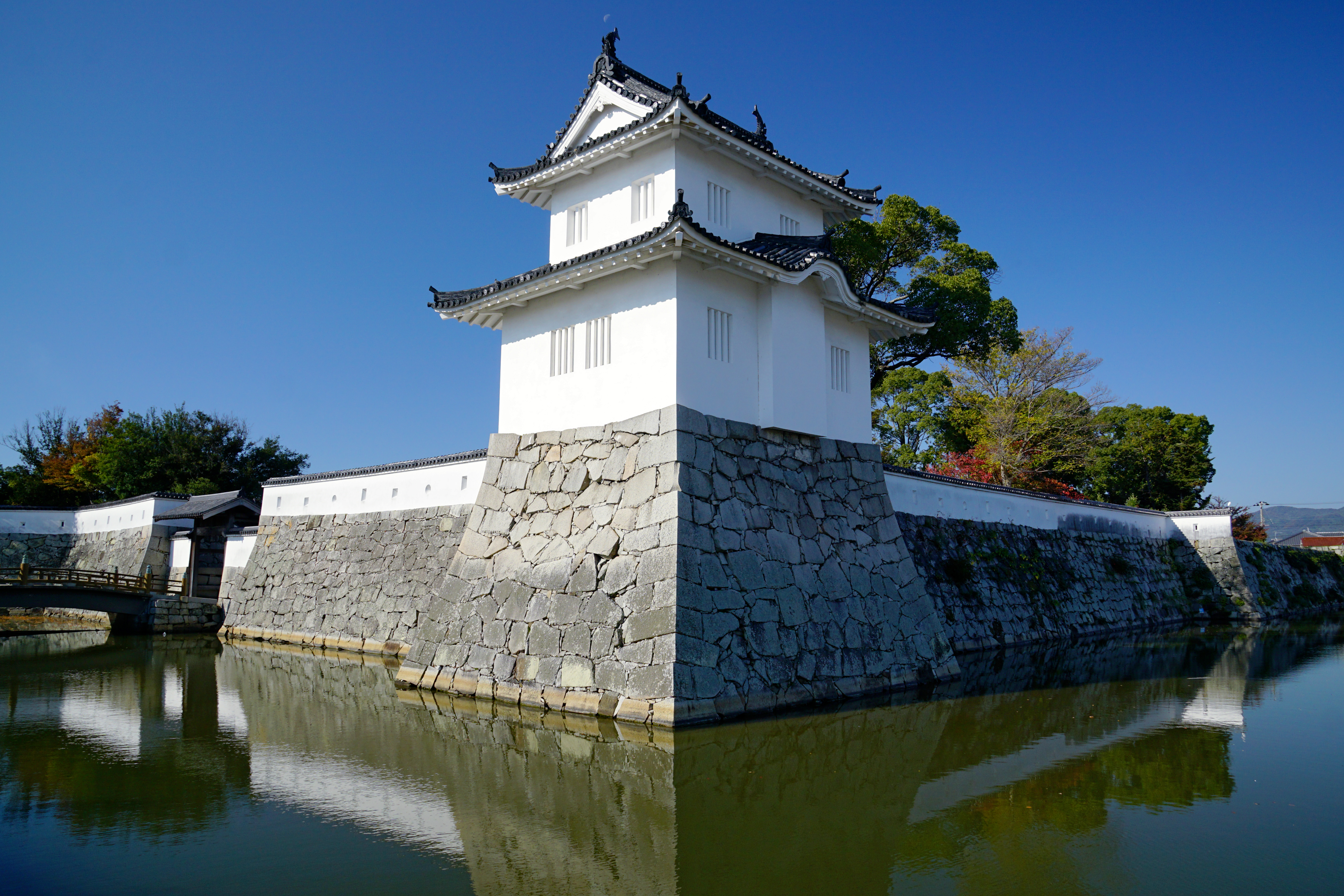
Rempart et tour du château.
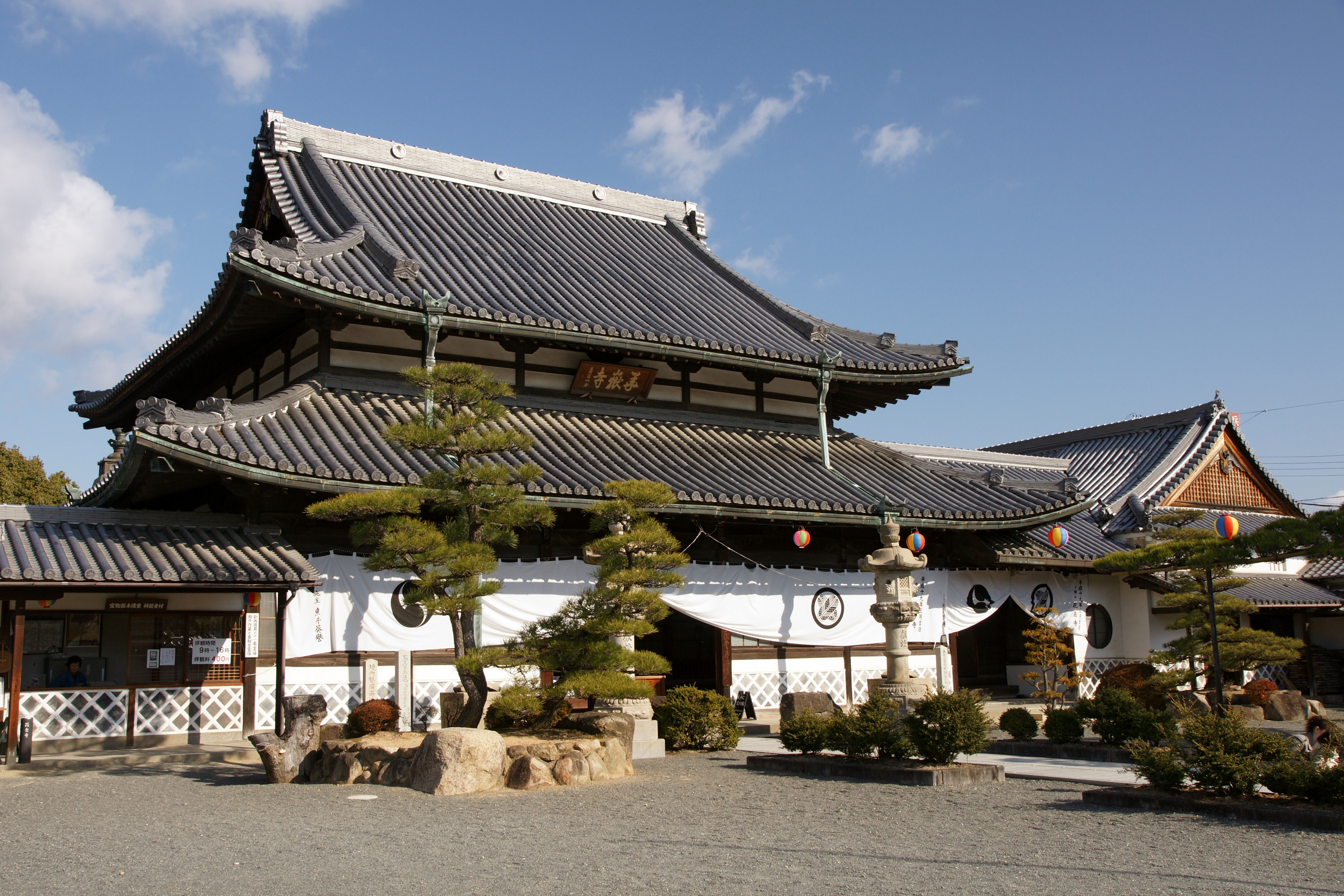
Vue sur le temple.